# 王鑫 (學者)
王鑫（1945年7月18日—2023年1月1日），臺灣地理學家，山西省昔陽縣人，美國哥倫比亞大學博士畢業，主要研究領域是地形學、地景保育、景觀研究。曾任中國文化大學地學研究所所長與專任教授。
2010年6月，王鑫於國立臺灣大學教授一職退休，於2011年獲頒國立臺灣大學地理環境資源學系名譽教授。

## 簡歷
王鑫曾任工業技術研究院礦業研究所研究員、國立臺灣大學地理學系副教授、國立臺灣大學地理環境資源學系教授、中國文化大學特約講座教授。期間內，曾受政府委託國土規劃、地景保育、國家公園計畫與觀光發展推動等。1973年，王鑫於哥倫比亞大學取得博士學位後返回台灣，遇上政府計畫將新中橫公路通過玉山國家公園預定地，因此受內政部營建署委託進行玉山國家公園的地理調查工作，在《臺灣國家公園史》留下與時任政務委員費驊於八通關的合照。王鑫教授就是當年投入第一線探勘國家公園珍貴動植物及地景資源的重要關鍵人物之一。王鑫教授也參與包含玉山、太魯閣國家公園的勘查及生態資源調查、終止75年新中橫闢建計畫及立霧溪水力發電計畫等，有關黑熊核心族群的保育成效，太魯閣的峽谷景觀保存等計畫，對於核心國土的保護貢獻功不可沒。
王鑫曾借調中華民國教育部環境保護小組擔任執行秘書兩年，對推動環境教育普及化具有重要貢獻；歷任中華民國環境教育學會理事長、中華民國國家公園學會理事長、中國地理學會秘書長，以及中華民國自然生態保育協會、中華民國永續發展學會、中華民國生態旅遊協會等相關學術團體的理、監事。此外，曾任行政院國家永續發展委員會委員、行政院國土規劃推動委員會委員、行政院全球環境變遷政策指導小組委員、內政部都市計畫委員會委員、內政部區域計畫委員會委員、內政部地圖審查委員會委員、行政院文化資産保存維護推動小組委員、行政院觀光發展推動委員會觀光客倍增計畫北部海岸旅遊線地景總顧問、內政部國家公園計畫委員會委員、行政院文化建設委員會委員等；也曾擔任直屬國際自然保育聯盟（IUCN）保護區委員會（WCPA）的東亞區域副主席“WCPA Vice chair for the Region（East Asia）”。
王鑫主持公共電視節目《大地的脈搏》，獲1990年金鐘獎最佳社會教育節目。1981年《台灣的地形景觀》一書，榮獲新聞局著作金鼎獎。曾獲農委會“自然保育楷模獎”、教育部“三等教育文化獎章”、教育部“辦理環境教育績效卓著獎”、環保署“二等環境保護專業獎章”，並入圍第一、二屆總統文化獎。
王鑫長期擔任民間與政府的溝通橋樑，致力於國家公園解說、保育工作及環境教育等多面向的工作推動，同時也接軌國際保育趨勢並對外宣傳國內自然保育成績。王鑫對於臺灣保護區的創立、地景保育等有深遠貢獻，更是國家公園草創的重要推手，是臺灣自然保育發展的指標人物。

## 作品
著作
- 《天地旅人：38堂遊山玩水必修課》，遠足文化
- 《陽明讀景》，陽明山國家公園管理處
- 《台灣的特殊地景：北台灣》，遠足文化
- 《台灣的特殊地景：南台灣》，遠足文化
- 《關懷鄉土大地：生態維護與資源保育的永續發展》，幼獅文化
- 《遙測學》，大中國圖書公司
- 《地形學》，聯經出版
- 《臺灣的地形景觀》，渡假出版
- 《地景保育》，明文出版社
- 《東北角地形、化石景觀簡介》，交通部觀光局
- 《臺灣地區風景區特殊地形景觀》，交通部觀光局
- 《澎湖的地形景觀》，交通部觀光局
- 《墾丁國家公園地形景觀簡介》，墾丁國家公園管理處
- 《太魯閣國家公園地形、地質景觀資源》，太魯閣國家公園管理處
- 《地景》，東部海岸風景特定區管理處
- 《台灣特殊地理景觀》，行政院文化建設委員會
- 《看,岩石在說話》，張老師文化出版

主持
- 公共電視節目製播組《大地的脈搏》

## 註解
1. ↑  .   [2023-09-09]. （原始内容存档于2023-04-19）.
2. ↑  陳婕翎. . 中央社.   [2023-01-03]. （原始内容存档于2023-01-04） （中文（臺灣））.
3. ↑   (PDF).   [2013-05-25]. （原始内容 (PDF)存档于2014-12-05）.

1. ↑  礦業研究所今稱綠能與環境研究所
2. ↑  1973年，玉山國家公園尚未成立。來源如下所示：
. 內政部營建署.   [2011-01-08]. （原始内容存档于2010-12-13） （中文（臺灣））.
3. ↑  不同於東亞區域主席，East Asia Steering Committee Co-chair）